# Jahrbuch für Schlesische Kirche und Kirchengeschichte
Jahrbuch für Schlesische Kirche und Kirchengeschichte – niemieckie czasopismo poświęcone historii kościoła na Śląsku, wydawane w latach 1882–1941 i od 1953.